# La abeja haragana
La abeja haragana es un cuento que pertenece al libro Cuentos de la selva publicado por Horacio Quiroga en 1918.

## Argumento
Es sobre una abeja que salía a pasear y a comer en los árboles y flores, lo menos que hacía era trabajar, era muy haragana. Mientras las otras abejas salían a trabajar ella no hacía nada, se iba de mañana y volvía al atardecer por la puerta de la colmena en la que siempre habían guardias. Los guardias muy serios la dejaron pasar porque no trabajaba le advertían de que no la iban a dejar entrar y un día esto sucedió, un día llegó una tormenta muy fuerte. La abeja rogó para que la dejaran entrar, pero los guardias estaban felices a dejarla, entonces se cayó a una caverna en un árbol que por sorpresa ahí vivía una culebra que comía abejas. La culebra le dijo que si le ganaba en un desafío le iba a dejar quedarse la noche, y si perdía se la iba a comer, la abeja aceptó sin saber que iba a ser un reto que las abejas nunca pudieron hacer, era girar un rombo lo más rápido posible, la abeja dijo que no podría hacerlo, pero que si podía desaparecer sin irse de ahí.

## Análisis
Es un cuento que tiene lugar en una cueva de un árbol y una colmena de abejas que está localizado en la provincia Argentina Misiones. Por información que nos brinda el cuento podemos darnos cuenta de que sucede en el mes de abril que es otoño.
El título del cuento es epónimo porque es un personaje del cuento, la abeja haragana, que de hecho es un personaje primario.
Es un cuento que tiene un narrador externo y omnisciente, es decir que sabe todo, también podemos decir que es un cuento narrado en tercera persona.

## Personajes
- La abeja haragana

Es un personaje primario al igual que la culebra, la abeja es físicamente igual a cualquier otra abeja pero esta es inteligente. Al principio del cuento es haragana y golosa pero luego se vuelve muy trabajadora y agradecida
- La culebra

Es un personaje primario, esta es mencionada como verde de lomo color ladrillo, también se la describe como malvada, poco inteligente y tramposa.
- Las guardias

Toman el lugar de personajes secundarios, físicamente son como cualquier otra abeja con la excepción de que tienen los costados del cuerpo pelados de tanto pasar por la puerta de la colmena. Estas son muy inteligentes y con mucha experiencia.